# Jiří Paďour
Jiří Paďour (Vraclav, 4 aprile 1943 – Prachatice, 11 dicembre 2015) è stato un vescovo cattolico ceco, vescovo di České Budějovice dal 25 settembre 2002 al 1º marzo 2014.

## Biografia
Jiří Paďour nacque a Vraclav il 4 aprile 1943.
Dopo l'esame di maturità e un periodo di studi presso la facoltà di teatro e arti dello spettacolo di Praga, entrò nel seminario diocesano di Litoměřice e fu ordinato sacerdote il 21 giugno 1975. Svolse il ministero come cappellano a Mariánské Lázně, ma nel 1977 perse l'approvazione dello Stato, necessaria all'epoca. Entrò nell'Ordine dei frati minori cappuccini il 4 ottobre 1978. Dal 1978 funse da segretario non ufficiale del cardinale František Tomášek. Emise i voti perpetui all'età di 40 anni. Il 9 aprile 1991 fu eletto provinciale dell'ordine.
Il 3 dicembre 1996 fu nominato da papa Giovanni Paolo II vescovo titolare di Ausuccura ed ausiliare di Praga. Ricevette l'ordinazione episcopale l'11 gennaio 1997 dal cardinale Miloslav Vlk nella cattedrale di San Vito a Praga.
Fu nominato vescovo coadiutore di České Budějovice il 23 febbraio 2001, e il 25 settembre 2002 succedette nella medesima sede al vescovo Antonín Liška, ritiratosi per limiti di età.
Il 1º marzo 2014 papa Francesco accolse la sua rinuncia al governo pastorale della diocesi di České Budějovice per motivi di salute.
Morì a Prachatice l'11 dicembre 2015.

## Genealogia episcopale
La genealogia episcopale è:
- Cardinale Scipione Rebiba
- Cardinale Giulio Antonio Santori
- Cardinale Girolamo Bernerio, O.P.
- Arcivescovo Galeazzo Sanvitale
- Cardinale Ludovico Ludovisi
- Cardinale Luigi Caetani
- Cardinale Ulderico Carpegna
- Cardinale Paluzzo Paluzzi Altieri Degli Albertoni
- Papa Benedetto XIII
- Papa Benedetto XIV
- Papa Clemente XIII
- Cardinale Marcantonio Colonna
- Cardinale Giacinto Sigismondo Gerdil, B.
- Cardinale Giulio Maria della Somaglia
- Cardinale Carlo Odescalchi, S.I.
- Cardinale Costantino Patrizi Naro
- Cardinale Lucido Maria Parocchi
- Papa Pio X
- Papa Benedetto XV
- Papa Pio XII
- Arcivescovo Saverio Ritter
- Cardinale Josef Beran
- Arcivescovo Josef Karel Matocha
- Cardinale František Tomášek
- Vescovo Antonín Liška, C.SS.R.
- Cardinale Miloslav Vlk
- Vescovo Jiří Paďour, O.F.M.Cap.